# Tournoi de qualification sud-américain masculin de rugby à sept pour les Jeux olympiques d'été de 2020
Navigation
2023
Le Tournoi de qualification sud-américain masculin de rugby à sept pour les Jeux olympiques d'été de 2020 est un tournoi de rugby à sept organisé du 29 au 30 juin 2019 par Sudamérica Rugby à Santiago au Chili. Le vainqueur se qualifie pour les Jeux olympiques 2020, le second et le troisième se qualifient pour le tournoi de repêchage en juin 2020.
La compétition est remportée par l'Argentine.

## Participants
Dix équipes, divisés en deux poules de cinq disputent le tournoi :
Poule A :
- Argentine
- Guatemala
- Paraguay
- Pérou
- Colombie

Poule B :
- Brésil
- Chili
- Uruguay
- Venezuela
- Costa Rica

## Compétition

### Phase de poule

#### Poule A
| Équipe    | MJ | V | N | D | PP  | PC  | Diff | Pts |
| --------- | -- | - | - | - | --- | --- | ---- | --- |
| Argentine | 4  | 4 | 0 | 0 | 184 | 5   | +179 | 12  |
| Paraguay  | 4  | 3 | 0 | 1 | 74  | 64  | +10  | 10  |
| Colombie  | 4  | 2 | 0 | 2 | 80  | 26  | +54  | 8   |
| Pérou     | 4  | 1 | 0 | 3 | 47  | 130 | –83  | 6   |
| Guatemala | 4  | 0 | 0 | 4 | 29  | 146 | –117 | 4   |

#### Poule B
| Équipe     | MJ | V | N | D | PP  | PC  | Diff | Pts |
| ---------- | -- | - | - | - | --- | --- | ---- | --- |
| Brésil     | 4  | 4 | 0 | 0 | 148 | 22  | +126 | 12  |
| Chili      | 4  | 3 | 0 | 1 | 146 | 19  | +127 | 10  |
| Uruguay    | 4  | 2 | 0 | 2 | 106 | 61  | +45  | 8   |
| Costa Rica | 4  | 1 | 0 | 3 | 24  | 180 | –156 | 6   |
| Venezuela  | 4  | 0 | 0 | 4 | 26  | 168 | –142 | 4   |

### Phase finales
Les deux premiers de chaque poule se qualifient pour les phases finales :
|  | Demi-finales | Demi-finales |                        |    | Finale       | Finale       |
|  | Demi-finales | Demi-finales |                        |    | Finale       | Finale       |
|  |              |              |                        |    |              |              |
|  | 30 juin 2019 | 30 juin 2019 |                        |    | 30 juin 2019 | 30 juin 2019 |
|  | 30 juin 2019 | 30 juin 2019 |                        |    | 30 juin 2019 | 30 juin 2019 |
|  | Argentine    | 35           |                        |    | 30 juin 2019 | 30 juin 2019 |
|  | Argentine    | 35           |                        |    | 30 juin 2019 | 30 juin 2019 |
|  | Chili        | 0            |                        |    | 30 juin 2019 | 30 juin 2019 |
|  | Chili        | 0            | Argentine              | 26 |              |              |
|  | 30 juin 2019 |              | Argentine              | 26 |              |              |
|  |              | Brésil       | 0                      |    |              |              |
|  | Brésil       | Brésil       | 0                      | 14 |              |              |
|  | Brésil       |              |                        | 14 |              |              |
|  | Paraguay     | 12           |                        |    |              |              |
|  | Paraguay     | 12           | Match pour la 3e place |    |              |              |
|  |              |              |                        |    |              |              |
|  | 30 juin 2019 |              |                        |    |              |              |
|  |              |              |                        |    |              |              |
|  | Chili        | 43           |                        |    |              |              |
|  | Chili        | 43           |                        |    |              |              |
|  | Paraguay     | 0            |                        |    |              |              |
|  | Paraguay     | 0            |                        |    |              |              |

## Classement final
| Légende |                                           |
| ------- | ----------------------------------------- |
|         | Qualifié pour le tournoi olympique        |
|         | Qualifiés pour le tournoi de repêchage    |
|         | Qualifié pour les Jeux panaméricains 2019 |

| Classement         | Équipe     |
| ------------------ | ---------- |
| Médaille d'or      | Argentine  |
| Médaille d'argent  | Brésil     |
| Médaille de bronze | Chili      |
| 4                  | Paraguay   |
| 5                  | Colombie   |
| 6                  | Uruguay    |
| 7                  | Pérou      |
| 8                  | Costa Rica |
| 9                  | Venezuela  |
| 10                 | Guatemala  |